# Edgar Costa
José Edgar Andrade Costa, noto semplicemente come Edgar Costa (Câmara de Lobos, 14 aprile 1987), è un ex calciatore portoghese, d ruolo attaccante.

## Statistiche

### Presenze e reti nei club
Statistiche aggiornate al 13 marzo 2018.
| Stagione        | Squadra         | Campionato      | Campionato | Campionato | Coppe nazionali | Coppe nazionali | Coppe nazionali | Coppe continentali | Coppe continentali | Coppe continentali | Altre coppe | Altre coppe | Altre coppe | Totale | Totale | Totale |
| Stagione        | Squadra         | Comp            | Pres       | Reti       | Comp            | Pres            | Reti            | Comp               | Pres               | Reti               | Comp        | Pres        | Reti        | Pres   | Reti   |        |
| --------------- | --------------- | --------------- | ---------- | ---------- | --------------- | --------------- | --------------- | ------------------ | ------------------ | ------------------ | ----------- | ----------- | ----------- | ------ | ------ | ------ |
| 2009-2010       | Nacional        | PL              | 16         | 2          | TdP+TdL         | 1+1             | 0+1             | UEL                | 0                  | 0                  | -           | -           | -           | 18     | 3      |        |
| 2010-2011       | Nacional        | PL              | 25         | 3          | TdP+TdL         | 1+3             | 0               | -                  | -                  | -                  | -           | -           | -           | 29     | 3      |        |
| 2011-2012       | Nacional        | PL              | 9          | 0          | TdP+TdL         | 2+1             | 0               | UEL                | 6                  | 1                  | -           | -           | -           | 18     | 1      |        |
| 2012-2013       | Nacional        | PL              | 6          | 0          | TdP+TdL         | 1+2             | 0               | -                  | -                  | -                  | -           | -           | -           | 9      | 0      |        |
| Totale Marítimo | Totale Marítimo | Totale Marítimo | 56         | 5          |                 | 12              | 1               |                    | 6                  | 1                  |             | -           | -           | 74     | 7      |        |
| 2013-2014       | Moreirense      | SL              | 14         | 2          | TdP+TdL         | 1+4             | 3+1             | -                  | -                  | -                  | -           | -           | -           | 19     | 6      |        |
| 2014-2015       | Marítimo        | PL              | 30         | 4          | TdP+TdL         | 2+3             | 1+0             | -                  | -                  | -                  | -           | -           | -           | 35     | 5      |        |
| 2015-2016       | Marítimo        | PL              | 29         | 4          | TdP+TdL         | 1+6             | 0+2             | -                  | -                  | -                  | -           | -           | -           | 36     | 6      |        |
| 2016-2017       | Marítimo        | PL              | 27         | 1          | TdP+TdL         | 1+3             | 0+1             | -                  | -                  | -                  | -           | -           | -           | 31     | 2      |        |
| 2017-2018       | Marítimo        | PL              | 18         | 2          | TdP+TdL         | 2+3             | 0               | UEL                | 2                  | 0                  | -           | -           | -           | 25     | 2      |        |
| Totale Marítimo | Totale Marítimo | Totale Marítimo | 104        | 11         |                 | 21              | 4               |                    | 2                  | 0                  |             | -           | -           | 127    | 15     |        |
| Totale carriera | Totale carriera | Totale carriera | 174        | 18         |                 | 38              | 9               |                    | 8                  | 1                  |             | -           | -           | 220    | 28     |        |